# Karl Albrecht (Historiker)
Karl Friedrich Hermann Albrecht (auch Carl Friedrich Hermann Albrecht,  * 3. Januar 1846 in Lübeck; † 17. Dezember 1902 in Colmar) war ein deutscher Gymnasiallehrer und Historiker.

## Leben
Im Alter von 15 Jahren unterrichtete er bereits in der Privatschule des Carl Friedrich Christian von Großheim in Lübeck und erlernte dabei bis 1866 die klassischen Sprachen.   
Nach bestandener Reifeprüfung am Katharineum zu Lübeck 1867 vertrat Albrecht an diesem Gymnasium bis Ende September desselben Jahres aushilfsweise die Stelle eines wissenschaftlichen Hilfslehrers und bezog anschließend die Universität Leipzig, um Philologie zu studieren. Dort promovierte er 1870 und bestand 1871 die Staatsprüfung für das Lehramt. Nachdem er ab Oktober 1871 am Nikolai-Gymnasium in Leipzig eine Probezeit  absolviert hatte, wurde er dort 1872  als Gymnasiallehrer fest angestellt. Im Sommer 1872 wechselte er zum Kollegium in Gebweiler im Reichsland Elsaß-Lothringen, wo er bis 1875 als ordentlicher Lehrer tätig war. In derselben Position wirkte er anschließend am Kaiserlichen Lyzeum in Colmar. Hier wurde er am 27. Januar 1877 zum Oberlehrer und 1893 zum Gymnasialprofessor befördert.
Unter Benutzung vorhandener Archive begann er in Colmar mit der Erforschung der Regionalgeschichte im Mittelalter. Ab  Mai 1877 sammelte er hier historisches Quellenmaterial zur Geschichte der Herrschaft Rappoltstein.
Albrechts herausragende Lebensleistung ist die Zusammenstellung und Herausgabe der fünf Bände umfassenden, noch heute unverzichtbaren monumentalen Urkundensammlung „Rappoltsteinisches Urkundenbuch 759 – 1500“, die bis zum Jahr 1500 reicht.
Albrecht war verheiratet mit Friederike Wilhelmine Laura Erler. Er starb vor Vollendung seines 57. Lebensjahrs in Colmar.

## Werke (Auswahl)
- Besuche deutscher Könige und Kaiser in Colmar. Festrede zur Feier des Geburtstages Sr. Majestät des Kaisers Wilhelm gehalten in der Aula des Kaiserlichen Lyceums zu Colmar. Leipzig 1878.
- Deutsche Könige und Kaiser in Colmar (Friedrich III, Maximilian I. und Ferdinand I.), nach gleichzeitigen Aufzeichnungen im Colmarer Stadtarchiv. (Ergänzungen zu der vom Verfasser gehaltenen Festrede: Besuche deutscher Könige und Kaiser in Colmar, Leipzig 1876). Colmar 1883.
- Die ältere Linie der Rappoltsteiner, 1886.
- Aus der elsässischen Adelsgeschichte: Egenolf von Urslingen, Stammvater der jüngeren Rappoltsteiner Linie, 1888.
- Anselm II. von Rappoltstein, in: Allgemeine Deutsche Biographie,  Band 27: Quad – Reinald, Duncker & Humblot, Leipzig 1888, S. 302–306 (online).
- Bruno von Rappoltstein, in Allgemeine  Deutsche Biographie,  Band 27: Quad – Reinald, Duncker & Humblot, Leipzig 1888, S. 306–312 (online).
- Rappoltsteinisches Urkundenbuch 759 – 1500, Barthsche Buchhandlung, Colmar im Elsass, 1891–1898.
  - Band I: 759 – 1363 (770 Urkunden), Colmar 1891 (online).
  - Band II: 1364 – 1408 (770 Urkunden), Colmar 1892 (online).
  - Band III: 1409 – 1442 (1179 Urkunden, Briefe  und Nachrichten aus der Zeit vom 5. Februar 1409 bis 29. Dezember 1442, außerdem 21 Nachträge aus den Jahren 1332–1407 oder auch aus unbestimmter Zeit), Colmar 1894 (online).
  - Band IV: 1443–1472, Colmar 1896 (online).
  - Band V: 1473–1500  (1602 Urkunden und Nachrichten), Colmar 1898 (online).
- Das ehemalige evangelische Gymnasium zu Colmar im Elsass (1604 bis 1794), in: Mitteilungen der Gesellschaft für Deutsche Erziehungs- und Schulgeschichte, Band 11, Berlin 1901, S. 287–306 (online) .